# Evaldo Cabral de Mello
Evaldo Cabral de Mello (* 22. Januar 1936 in Recife, Pernambuco) ist ein brasilianischer Historiker, Diplomat und Autor.

## Leben
Mello ist ein Bruder des Dichters João Cabral de Melo Neto und Cousin des Soziologen Gilberto Freyre und des Dichters Manuel Bandeira. Er studierte Geschichte und Philosophie in Madrid und London. 1960 trat er in das Instituto Rio Branco ein und wurde ab 1962 bis zu seiner Emeritierung als Botschafter in den Ländern USA, Spanien, Frankreich, Schweiz, Portugal und Trinidad und Tobago eingesetzt.
1975 erschien sein erstes Geschichtswerk über den Nordosten (Nordeste) Olinda restaurada, dem weitere Werke und zahlreiche Abhandlungen in Fachzeitschriften wie der  Revista do Instituto Arqueológico, Histórico e Geográfico Pernambucano folgten. 1992 wurde er mit einem besonderen Doktortitel der Universidade de São Paulo geehrt. Thematisch beschäftigt er sich mit der portugiesischen Kolonialgeschichte Brasiliens, Revolutionen in Brasilien und der Geschichte Pernambucos, hier besonders mit Niederländisch-Brasilien.
Als Hauptwerk gilt sein 2011 erschienenes O negócio do Brasil (Das Brasiliengeschäft), in der er die bisherige Annahme widerlegt, die Vertreibung der Holländer im Nordosten Brasiliens, speziell in Pernambuco des 17. Jahrhunderts, sei ein rein militärischer Sieg gewesen. 

## Auszeichnungen
Mello ist seit 1992 Träger des Großkreuzes des Nationalen Ordens für Wissenschaftliche Verdienste (Grã-Cruz da Ordem Nacional do Mérito Científico). Am 23. Oktober 2014 wurde er zum Mitglied der Academia Brasileira de Letras als Nachfolger für João Ubaldo Ribeiro auf den Stuhl 34 gewählt.

## Schriften
- Olinda restaurada: guerra e açúcar no Nordeste, 1630–1654 (1975)
- O Norte agrário e o Império, 1871–1889 (1984)
- Rubro veio. O imaginário da restauração pernambucana (1986)
- O Carapuceiro (Herausgeber) (1996)
- O nome e o sangue. Uma parábola familiar no Pernambuco colonial (1989)
- A fronda dos mazombos. Nobres contra mascates, 1666–1715 (1995)
- O negócio do Brasil. Portugal, os Países Baixos e o Nordeste, 1641–1669 (1998)
- Um imenso Portugal. História e historiografia (2002)
- A outra Independência (2004)
- Nassau (2006)
- O nome e o sangue (2009)
- Essencial Joaquim Nabuco (Herausgeber) (2010)
- O Brasil holandês (Herausgeber) (2010)
- O negócio do Brasil (2011).

In deutscher Sprache erschien im Dezember 2019 im Rommert Verlag die Übersetzung des Werkes Nassau unter dem Titel Johann Moritz Fürst von Nassau-Siegen – Gouverneur des holländischen Brasiliens, ISBN 978-3-941276-07-9.